# Мухаммед
Муха́ммед (араб. مُحَمَّد‎ (классическое арабское произношение: МФА: [muˈħammad]о файле); около 570, Мекка — 8 июня 632, Медина, Хиджаз, Аравийский полуостров) — арабский религиозный, общественный и политический деятель, основатель и центральная фигура ислама. Согласно исламской доктрине, он был пророком, вдохновлённым Богом для проповеди и подтверждения монотеистических учений Адама, Нуха, Ибрахима, Мусы, Исы и других пророков. В исламе считается печатью пророков. Мухаммед объединил Аравию в единое мусульманское государство, а Коран, учения и традиции Мухаммеда стали основой исламской религиозной веры.
Мухаммед родился приблизительно в 570 году в Мекке. Он был сыном Абдуллы ибн Абд аль-Мутталиба и Амины бинт Вахб. Его отец был сыном вождя племени курайшитов Абд аль-Мутталиба ибн Хашима. Абдулла умер за несколько месяцев до рождения Мухаммеда. Мать Мухаммеда Амина умерла, когда ему было шесть лет, оставив его сиротой. Мухаммед рос под присмотром своего деда Абд аль-Мутталиба и дяди по отцовской линии Абу Талиба. В более поздние годы он периодически уединялся в горной пещере под названием Хира на несколько ночей для молитвы. Когда Мухаммеду было 40 лет, он сообщил, что его посетил Джибриль в пещере, где он получил своё первое откровение от Бога. В 613 году Мухаммед начал публично проповедовать эти откровения, провозглашая, что Бог един, что полная покорность (ислам) Богу является правильным образом жизни (дин), и что он является пророком и посланником Бога, подобно другим пророкам в исламе.
Последователей Мухаммеда изначально было немного, и в течение 13 лет они испытывали враждебность со стороны мекканских многобожников. Чтобы избежать продолжающихся преследований, он отправил некоторых из своих последователей в Абиссинию в 615 году, прежде чем он и его последователи мигрировали из Мекки в Медину (тогда известную как Ясриб) позже, в 622 году. Это событие, хиджра, знаменует собой начало исламского календаря, также известного как календарь хиджры. В Медине Мухаммед объединил племена под конституцией Медины. В декабре 629 года, после восьми лет периодических боёв с мекканскими племенами, Мухаммед собрал армию из 10 тысяч новообращённых мусульман и двинулся на город Мекку. Завоевание прошло практически без сопротивления, Мухаммед захватил город лишь с небольшим кровопролитием. В 632 году, через несколько месяцев после возвращения из прощального паломничества, он заболел и умер. К моменту его смерти большая часть Аравийского полуострова приняла ислам.
Откровения (каждое из которых известно как аят — буквально «знак»), о получении которых Мухаммед сообщал до своей смерти, составляют стихи Корана, рассматриваемого мусульманами как дословное Слово Бога, на котором основана религия. Помимо Корана, учения и традиции (сунна) Мухаммеда, содержащиеся в хадисах и сире (биографии), также поддерживаются и используются в качестве источников исламского права (шариат).
Традиционная биография Мухаммеда общепризнана преимущественно исторической по своему характеру, а ислам меньше зависит от мифологии, чем иудаизм и христианство. Каноническое повествование включает в себя два ключевых сверхъестественных события: божественное откровение, в результате которого Аллахом был передан Коран, и исра и мирадж — ночное путешествие Мухаммеда в Иерусалим и его вознесение на небеса.

## Имя

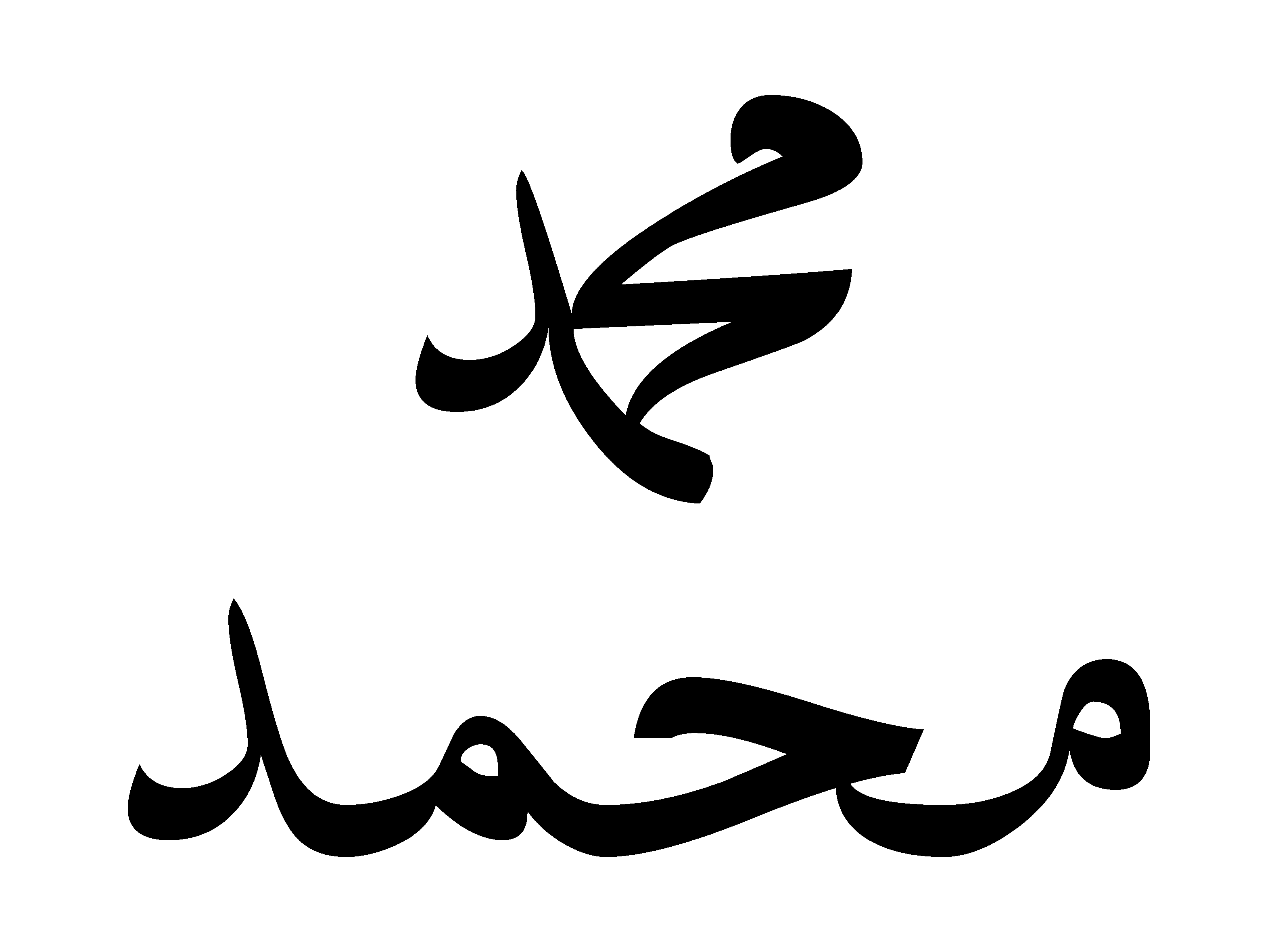
Имя Мухаммеда в каллиграфическом и обычном вариантах написания

Имя «Мухаммед» значит «Восхваляемый» (араб.), «достойный хвалы» и встречается в Коране четыре раза. Коран обращается к Мухаммеду во втором лице, называя его пророком (наби), вестником (расуль), рабом Бога (абд), вестником радости (башир), предупредителем (назир), напоминателем (музаккир), свидетелем (шахид), воззвавшим к Богу (даи) и пр. Коран также называет его Ахмадом, то есть «более достойный похвалы» (араб. أحمد‎).
Полное имя Мухаммеда включает имена всех его известных предков по прямой мужской линии, начиная от Адама, а также содержит кунью по имени его сына аль-Касима. Полностью имя выглядит так: Абу́ль-Ка́сим Муха́ммад ибн Абдулла́х ибн Абд аль-Мутта́либ (Шейба) ибн Ха́шим (А́мр) ибн Абд Мана́ф (Аль-Муги́ра) ибн Куса́й ибн Кила́б ибн Му́рра ибн Каа́б ибн Луа́й ибн Га́либ ибн Фи́хр ибн Ма́лик ибн ан-На́др ибн Кина́на ибн Хуза́йма ибн Мудри́к (Ами́р) ибн Илья́с ибн Муда́р ибн Низа́р ибн Маад ибн Адна́н ибн Адад ибн Мукаввим ибн Нахур ибн Тайрах ибн Иаруб ибн Яшджуб ибн Набит ибн Исма́ил ибн Ибра́хим ибн Азар (Та́рах) ибн На́хур ибн Са́руг ибн Ша́лих ибн Ирфха́шад ибн Са́м ибн Ну́х ибн Ла́мек ибн Матту́ Шалах ибн Ахну́х (Идри́с) ибн Я́ред ибн Махли́л ибн Кайна́н ибн Я́ниш ибн Ши́с ибн Адам.
Верующие почтительно называли его по кунье Абуль-Касим и при жизни только он носил эту кунью. Те, кто враждебно относился к нему, с насмешкой называли его Ибн Абу Кабша, то есть сыном Абу Кабши, который был мужем кормилицы Халимы. Верующие нередко называют его «пророк Мухаммед».

## Биография

### Ранние годы

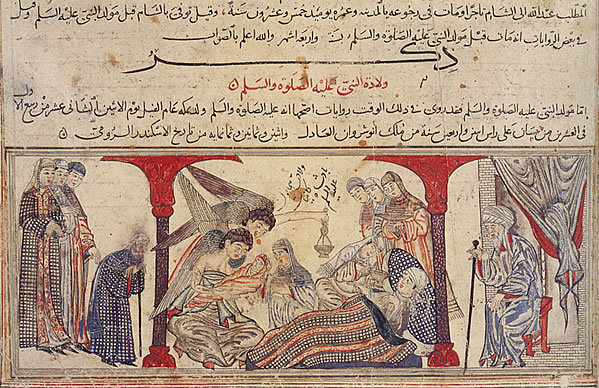
Рождение Мухаммеда. Миниатюра из Джами ат-таварих (XIV век)

Мухаммед родился около 570 года в Мекке. Происходил из клана Бану Хашим, племени курайшитов. Когда его мать Амина бинт Вахб была беременна, его отец Абдуллах ибн Абд аль-Мутталиб выехал в Сирию, но, доехав до Ясриба, умер незадолго до рождения сына (за два месяца) или же через несколько месяцев после рождения. По существовавшей в то время у курайшитов традиции маленького Мухаммеда отдали на воспитание бедуинам племени Бану Са’д, где за ним ухаживала Халима бинт Абу Зуайб. Когда Мухаммаду исполнилось 5 лет, мать забрала его к себе. Около 577 года она вместе с сыном решила поехать в Ясриб для того, чтобы навестить родственников и могилу Абдуллаха. Пробыв в городе около месяца, они выехали обратно в Мекку. По пути Амина тяжело заболела и умерла в деревне Аль-Абва между Ясрибом и Меккой.
В подростковом возрасте Мухаммед сопровождал своего дядю в торговых поездках в Сирию, чтобы получить опыт в торговле. Исламская традиция гласит, что, когда ему было девять или двенадцать, во время сопровождения каравана мекканцев в Сирию он встретил христианского монаха по имени Бахира, предсказавшего Мухаммеду путь пророка.
Мало что известно о Мухаммеде в его поздней юности, информация сохранилась в виде множества фрагментов, что затрудняет отделение исторических данных от вымышленных. Известно, что он стал торговцем. В 595 году его репутация привлекла внимание сорокалетней вдовы Хадиджи. Вскоре они заключили брак.

### Первое откровение
Согласно исламской историографии, в 610 году (примерно в 12 году до хиджры) Мухаммад медитировал в пещере аль-Хира, где получил первое откровение от Аллаха (сура аль-Аляк, аят 1), которое принёс ему ангел Джибриль.

### Проповедь
Мухаммад призывал людей отказаться от поклонения идолам и поклоняться Единому Богу — Аллаху. Сначала призыв был индивидуальным, в личных разговорах, а потом открытым (перед толпой народа).

### Переселение в Эфиопию
Первая хиджра мусульман без Мухаммада из Мекки в Абиссинию (ныне Эфиопия) состоялась в 615 году. Сподвижники Мухаммада призвали негуса Абиссинии Асхаму ибн Абджара (в исламской традиции «Наджаши») к исламу и он принял его.

### Переселение в Медину
Мусульмане с Мухаммедом переселились из Мекки в Медину в 622 году.

### Сражения
В 624 году (2 году от хиджры) произошло первое сражение мусульман с курайшитами (битва при Бадре), в котором сподвижники во главе с Мухаммадом победили.

## Личность

### Внешность по исламским источникам

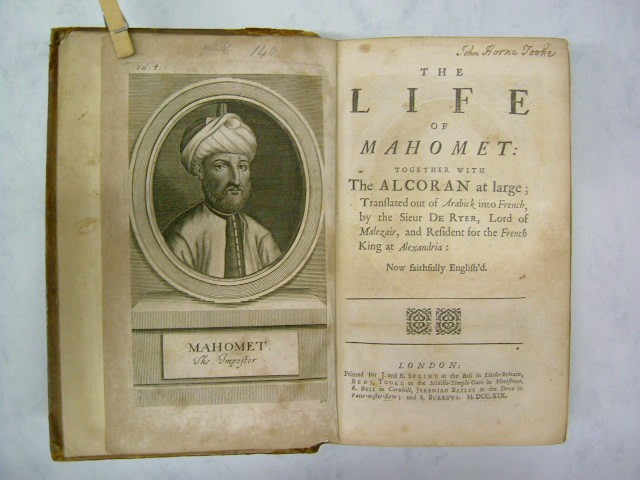
Первые страницы книги В. Мьюра
The Life of Mahomet (Жизнь Мухаммеда), 1861 г.

Будучи потомком пророка Исмаила (арабом-аднанитом), Мухаммед отличался от других арабов (кахтанитов) более светлым цветом кожи. По свидетельству современников, Мухаммед был широкоплеч, рост у него был средний, кисти рук и ступни — крупные. Борода у него была густая, рот и глаза — большие. Между лопатками находилась «печать пророчества» в виде рельефного треугольника. У него были длинные ресницы, изогнутые брови, соединённые у лба, и длинная шея.
Исламский историк и богослов Ибн Джарир ат-Табари в своей книге «Всеобщая история» привёл следующее описание его внешности:

«Он был среднего роста: ни высоким, ни низким. Лицо у него было розовато-белое, глаза — тёмные, волосы — густые, блестящие, очень красивые. Лицо обрамляла борода. Длинные волосы ниспадали на плечи. Цветом они были чёрные… Походка у него была столь живой, что казалось, с каждым шагом он отрывается от земли, и вместе с тем движения его были столь легки, словно он не касался её. Однако в походке его не было гордости, присущей сильным мира сего. В лице его было столько доброты, что нельзя было отвести глаз. Голодным было достаточно взглянуть на него, как они тотчас забывали о пище. Страдальцы забывали при нём о своих бедах, очарованные мягкостью его черт и его речи. Все видевшие его были единодушны в том, что никогда, ни раньше, ни позже, не встречали человека, беседа с которым была бы столь приятна. Нос у него был прямой, зубы — редкие. Временами волосы свободно ниспадали у него с головы, иногда он завязывал их в два или в четыре пучка. К 62 годам у него практически не было седых волос…»
Мухаммед любил носить одежду белого цвета, в основном это были длинные рубашки (камис) и полосатые йеменские плащи (хибара), а также чалма и изар, оборачиваемый вокруг бёдер и доходивший до середины голени. На руке у него было серебряное кольцо с надписью «Мухаммед — посланник Аллаха». Он был чистоплотен, часто наносил на своё тело благовония и чистил зубы мисваком. Его голос был немного хриплым, говорил он красноречиво, коротко и ясно, иногда повторяя какую-нибудь фразу трижды для того, чтобы люди смогли точно запомнить его слова. Он часто улыбался, а иногда смеялся так, что были видны его коренные зубы.
В Коране сообщается, что мекканские язычники называли его одержимым (маджнун). Западные и советские медики высказывали мнение, что Мухаммед страдал эпилепсией с судорожными приступами и сумеречными помрачениями сознания. Сура 81, аят 22 Корана отвергает эти обвинения: «Мухаммед по милости Господа является пророком и не является одержимым». Ангел Джибрил двенадцать раз являлся Адаму, четыре раза — Еноху, сорок два раза — Ибрахиму, четыреста раз — Мусе, десять раз — Исе и двадцать четыре тысячи раз — Мухаммеду. Во время бодрствования Мухаммед иногда физически ощущал приближение божественного откровения. Его тело начинало дрожать, голова тяжелела, лицо покрывалось крупными каплями холодного пота. И тогда Пророк, чувствуя приближение божественного вдохновения, предусмотрительно ложился на землю, с головой завернувшись в плащ утраты. Однако эти состояния не являлись припадками или признаками эпилепсии. Сознание Мухаммед не терял и мог подробно описать свои переживания во время откровения. Эти приступы в глазах окружающих были проявлением особого состояния восприятия божественного откровения. Иногда откровения никакими подобными состояниями не сопровождались, в его поведении почти ничего не менялось.

### Место Мухаммеда среди пророков в исламе

Печать пророка Мухаммеда

Ислам, помимо Мухаммеда, признаёт также и других пророков, число которых — 124 (или 224) тысячи. Согласно исламу, подобно прежним пророкам, Мухаммад есть обыкновенный смертный человек; он не учён; от него не нужно требовать совершение чудес; он представлен «лишь» в качестве «предостерегателя» и «вестника» («благовестителя»), «светильника освещающего» (33:44-45), избранного Всевышним, чтобы донести до людей истину: «Скажи: „Ведь я человек, такой же, как и вы; мне было возвещено, что Бог ваш — Бог Единый“» (41:5). Первоначально Мухаммед и сам сомневался в истинности приходящего ему откровения. Сходство его с прежними пророками подчёркивается тем, что в Коране в уста противников прежних пророков (Ибрахима, Мусы) нередко вложены те же обвинения, что выдвинуты в адрес Мухаммеда. Жизнеописания Мухаммеда дают большое число параллелей с библейскими сюжетами. Переселению Мухаммеда в Медину (хиджра) мусульманская традиция придала типичные черты сюжета бегства пророка, ср. Моисея, Давида в библейской мифологии.
В то же время ислам выделяет Мухаммеда из числа других пророков. Мухаммед замыкает ряд пророков и, являясь последним из них, подтверждает учения своих предшественников. В Коране он именуется «печатью пророков» (33: 40). Утверждается, что Мухаммед возродил веру Ибрахима (Авраама), которую ислам провозглашает «истинной верой» для всего человечества. Мухаммед восстанавил роль Каабы (которую, по исламскому учению, построил Ибрахим, а позже язычники превратили её в место поклонения ложным богам) в качестве места поклонения Единому Богу, что связывает земной мир с небесным. Мусульманская традиция утверждает, что в евангелических текстах имеются или имелись изначально указания на грядущий приход Мухаммеда. Таким образом, проповедь Мухаммеда связана с иудейскими и христианскими представлениями, и в то же время утверждается превосходство этой проповеди над последними. Широкое распространение имеет легенда о христианском монахе Бахире, который встречает Мухаммеда ещё мальчиком и, по движению солнца, облаков и деревьев и основываясь на «неискажённых» текстах христианских книг, распознаёт в нём будущего пророка. Христианская традиция передаёт мотив встречи Мухаммеда с Бахирой в апокрифическом «Апокалипсисе Бахиры».
Рамадан аль-Буты так пишет о месте Мухаммеда и его шариата в исламе:
«Нет различий в монотеистических религиях [имеются в виду монотеистические религии в неискажённом виде], так как все они — звенья единой Божественной цепи, в которой миссия Мухаммеда является кульминацией всего религиозного развития человечества. Однако же есть различия в законодательствах (шариатах), с которыми направлялись пророки».

## Религиозное учение
Согласно учению ислама, Мухаммед является последним пророком и посланником Аллаха. Ислам, то есть покорность Единому Богу, была присуща всем праведникам, в том числе последовавшим велению Бога, принявшим учение Исы, Мусы и других известных библейских пророков. Однако учения иудаизма и христианства, по исламу, были искажены людьми, а потому потеряли свою актуальность после ниспослания Корана. При этом искажение Писаний было в границах знания Аллаха. Коран является словом Аллаха, последним Священным Писанием, Писанием, которое не подвергнется изменениям. Так как, по воле Аллаха, Последнее Писание содержит арабскую речь, этот язык является особенным для мусульман. Только Коран на арабском языке является Писанием, перевод на любой язык мира (часто указывается, что это «перевод смыслов») таковым не является. Коран ниспосылался частями. В аятах Корана (25:32, 17:106) это связывается с тем, что Аллах желал укоренить веру в сердце Мухаммеда, а также ниспосылал откровения согласно событиям и вопросам спрашивающих, что производило большее впечатление, чем если бы все они были ниспосланы за один раз. Некоторые откровения отменяли предыдущие. Принято считать, что в откровениях, пришедших Мухаммеду до переселения мусульман в Медину, содержится меньше правовых установлений. В Коране часто содержатся повеления Мухаммеду. Слово «куль» (скажи) содержится 332 раза.

### Библейские пророчества о приходе Мухаммеда

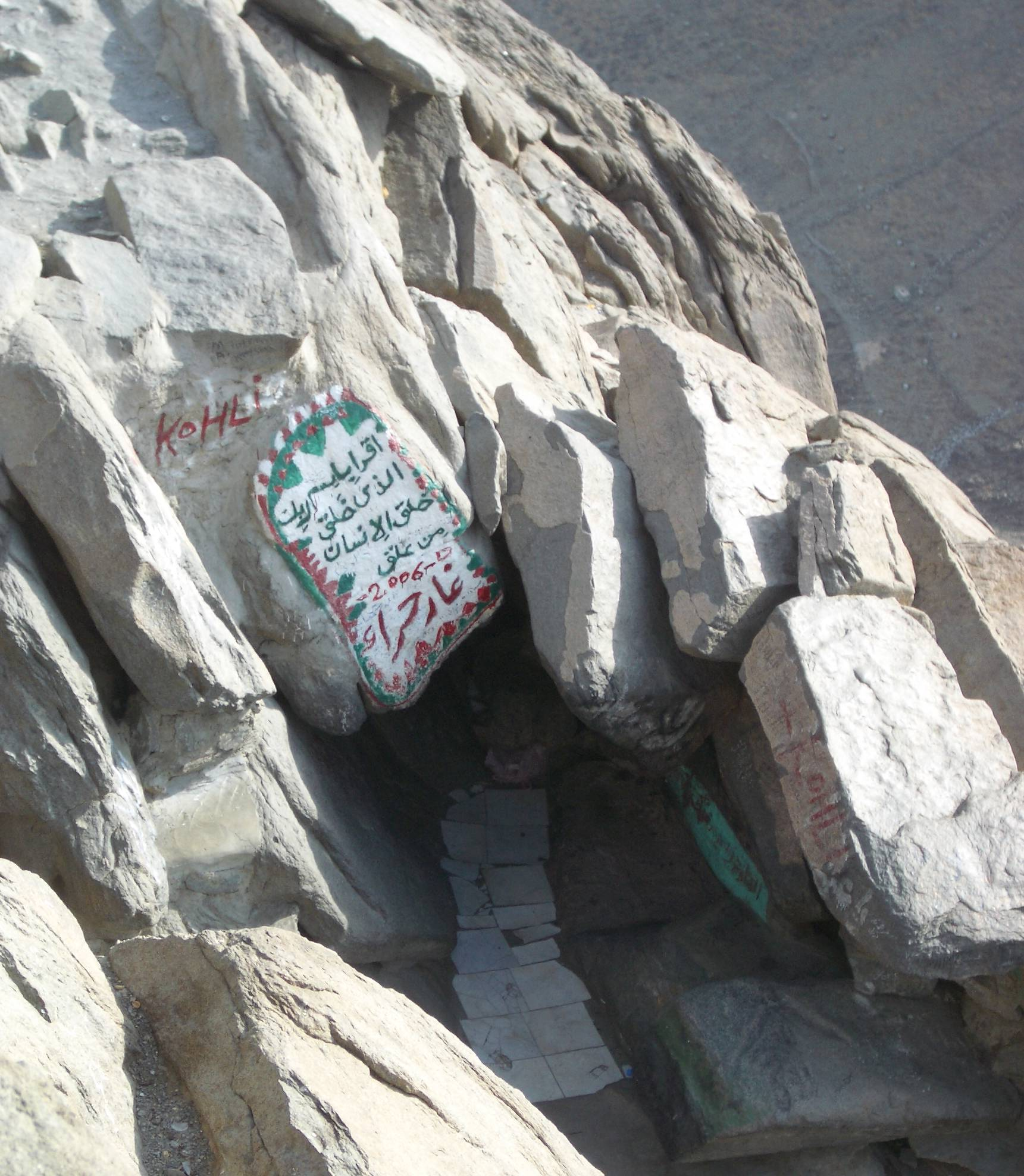
Пещера Хира на горе Джабаль ан-Нур, где, согласно исламу, Мухаммед получил первое откровение

Ислам, признавая в качестве Священного Писания также и Библию, часто утверждает, что в Библии говорится о Мухаммеде как о Божьем Посланнике. В Коране так говорится об этом: «Те, кому Мы даровали Писание, знают его, как знают своих сыновей. Однако часть их сознательно скрывает истину» (2:146).
Кроме того, мусульмане говорят об искажении сегодняшнего варианта Библии, которые, согласно некоторым хадисам, затронули и ту часть, в которой говорится о Мухаммеде. Христиане (в том числе признающие, что Библия имеет искажения) отвергают такую позицию.
В качестве доказательства мусульмане приводят следующий библейский стих:

Я воздвигну им Пророка из среды братьев их, такого как ты [эти слова адресованы Моисею] и вложу слова Мои в уста Его, и Он будет говорить им всё, что Я повелю Ему; а кто не послушает слов Моих, которые Пророк тот будет говорить Моим именем, с того Я взыщу; но пророка, который дерзнет говорить Моим именем то, чего Я не повелел ему говорить, и который будет говорить именем богов иных, такого пророка предайте смерти.
И если скажешь в сердце твоем: «как мы узнаем слово, которое не Господь говорил?»
Если пророк скажет именем Господа, но слово то не сбудется и не исполнится, то не Господь говорил сие слово, но говорил сие пророк по дерзости своей, — не бойся его.
(Втор. 18:18—22)

Мусульмане указывают на то, что это не могло быть сказано про Ису (Иисуса), по причине того, что он не такой, как Муса (Моисей), а в приведённом стихе сказано «такого как ты». Известный мусульманский проповедник Ахмед Дидат указывал на главные отличия Исы (Иисуса): 1) чудотворное рождение Иисуса, признаваемое мусульманами; 2) Иисус не женился и у него не было детей в отличие от Моисея и Мухаммеда; 3) он не был признан своим народом пророком в отличие от Моисея и Мухаммеда; 4) Иисус не был царём (то есть не был тем, кто распоряжается жизнью своих людей); 5) также Ахмед Дидат указывает, что Иса (Иисус) не пришёл с каким-то новым законом, а пришёл лишь исполнить старый закон. Слова Библии «…Пророка из среды братьев их» мусульмане относят к напоминанию об общем происхождении арабов и евреев. Мусульмане указывают и на другие стихи в Библии.
Однако христианские богословы утверждают, что в данном пророчестве речь не может идти о Мухаммеде, поскольку в Ветхом Завете Библии слова «из среды братьев» всегда означали только евреев. Христиане-богословы считают, что в данном пророчестве речь идёт об Иисусе Христе.

### Последняя проповедь Мухаммеда

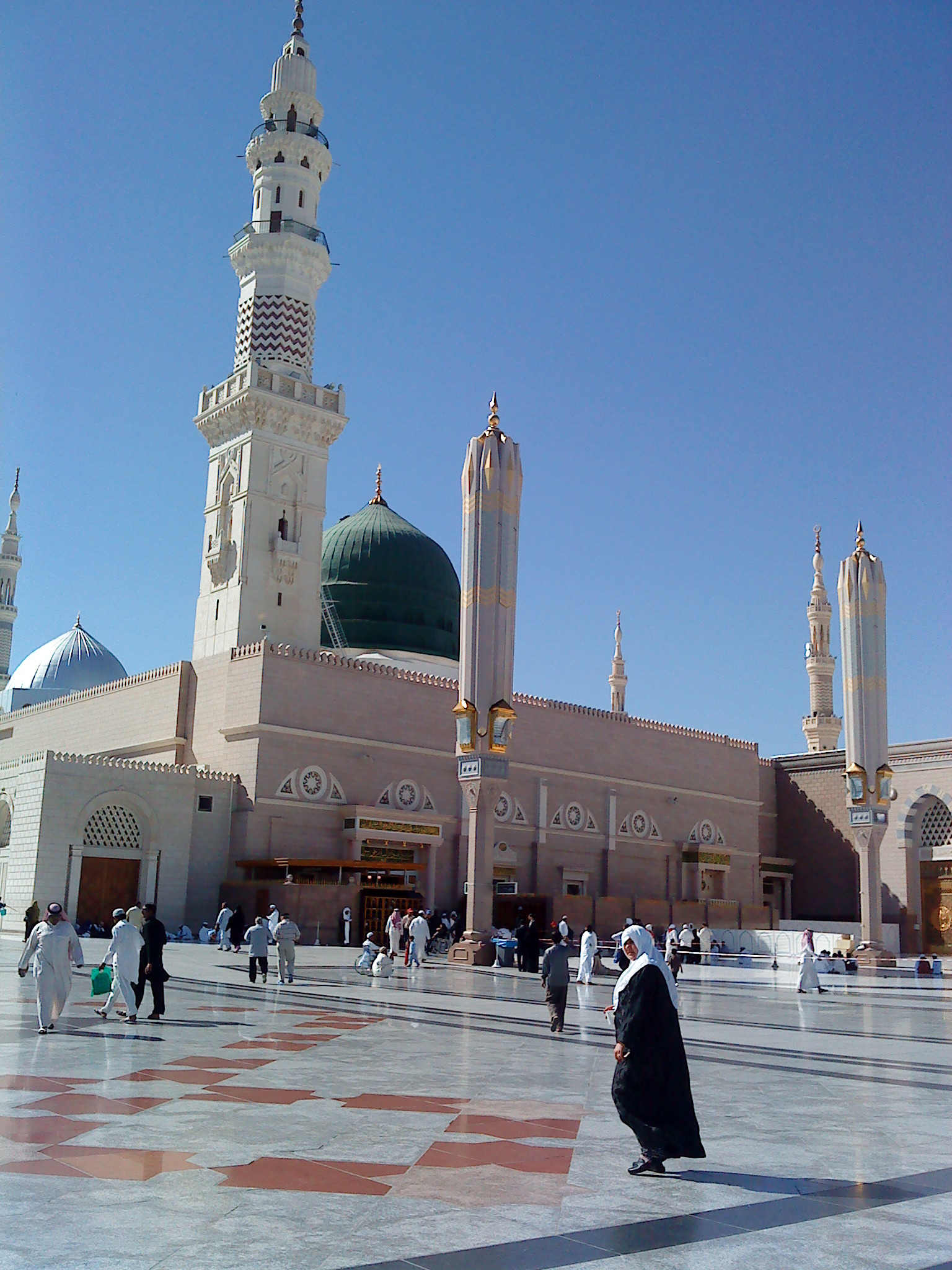
Мавзолей Мухаммеда

Мусульмане называют эту проповедь манифестом прав человека в исламе.
Последняя проповедь была сказана Мухаммедом в десятый год по хиджре, когда немусульманам было запрещено посещать Священную Каабу. Мухаммед отправился во главе 14 тысяч мусульман из Медины в Хадж в Мекку. На 9-й день месяца Зуль-Хиджа Мухаммед пригласил всех мусульман, прибывших в Мекку для совершения хаджа, к горе Джабаль аль-Рахман на Арафате и говорил с ними.
Некоторые цитаты из этой проповеди (перевод проф. Ашик-Саида Конурбаева):
- О, люди, воистину, кровь ваша, ваше имущество и честь ваша священны и неприкосновенны до тех пор, пока вы не предстанете перед Господом, так же как священны для всех вас этот день и этот месяц. Воистину, вы встретитесь с вашим Господом и будете держать ответ за все ваши поступки.
- И помните, никто не несёт ответ за преступление, кроме совершившего его. Сын не отвечает за преступления своего отца, и отец не отвечает за преступления своего сына.
- Знайте, что мусульманин мусульманину — брат, и вместе они образуют братство. Ничто из того, что принадлежит мусульманину, не является законным для другого мусульманина, если только тот по доброй воле не позволяет ему этого. Так не притесняйте же друг друга.
- И ещё говорю я вам, всё язычество и заблуждения — под ногой моей, и ушла в прошлое кровная месть времён джахилии.
- Ростовщичество запрещено, но вы можете вернуть себе номинальную сумму долга. Не сотворите никому несправедливости — и несправедливость минует вас.
- О люди! Бойтесь Аллаха в отношениях с женщинами. Воистину, вы берёте их под покровительство Аллаха, и они законны для вас, согласно слову Аллаха! Истинно говорю вам — у вас есть права по отношению к вашим женщинам, и ваши женщины имеют права по отношению к вам. И есть у них право не совершать дурного, а если станут они поступать так, — есть у вас власть наказать их, но не слишком сурово. Если жёны ваши избегают дурного и преданы вам — одевайте и кормите их по возможности.
- Вот говорю я вам, руководите вашими жёнами, но делайте это по-доброму.
- О люди! Прислушивайтесь и подчиняйтесь даже искалеченному абиссинскому рабу, который будет вашим амиром (предводителем), если он поставлен среди вас и исполняет предписания Книги Аллаха.
- Дети принадлежат брачному ложу, а нарушитель брачных уз да будет побиваем камнями.
- Воистину, я оставил среди вас Книгу Аллаха и Сунну Его Пророка. И если вы станете придерживаться их, то никогда не собьётесь с Правильного пути.
- И подумайте о рабах ваших! Кормите их той пищей, которой питаетесь сами, и одевайте их в ту одежду, что носите сами. И если они совершают проступки, которые вы не можете простить, — тогда расстаньтесь с ними, ибо они слуги Аллаха — и не вам исправлять их пути.
- О люди! Воистину, у вас один Господь и у вас один отец. Все вы — потомки Адама, а Адам был сотворён из глины. И нет преимущества у араба перед неарабом, и нет преимущества у неараба — перед арабом. И нет преимущества у белого человека перед чернокожим, и у чернокожего — перед белым, разве что лишь в богобоязненности. Истинно, истинно говорю вам — благороднейший из вас тот, кто наиболее богобоязнен[52].

### Мухаммед в Коране
Имя «Мухаммед» употребляется в Коране только пять раз (для сравнения Иса (Иисус) упоминается 25 раз, столько же упоминается Адам, Муса (Моисей) — 136 раз, Ибрахим (Авраам) — 69, Нух (Ной) — 43). Оно упоминается в 3:144, 145, 33:40, 47:2, 48:29 как Мухаммед и один раз в аяте 61:6 как Ахмад. Также 47-я сура Корана называется «Мухаммад».

### Чудеса Мухаммеда согласно Корану и хадисам

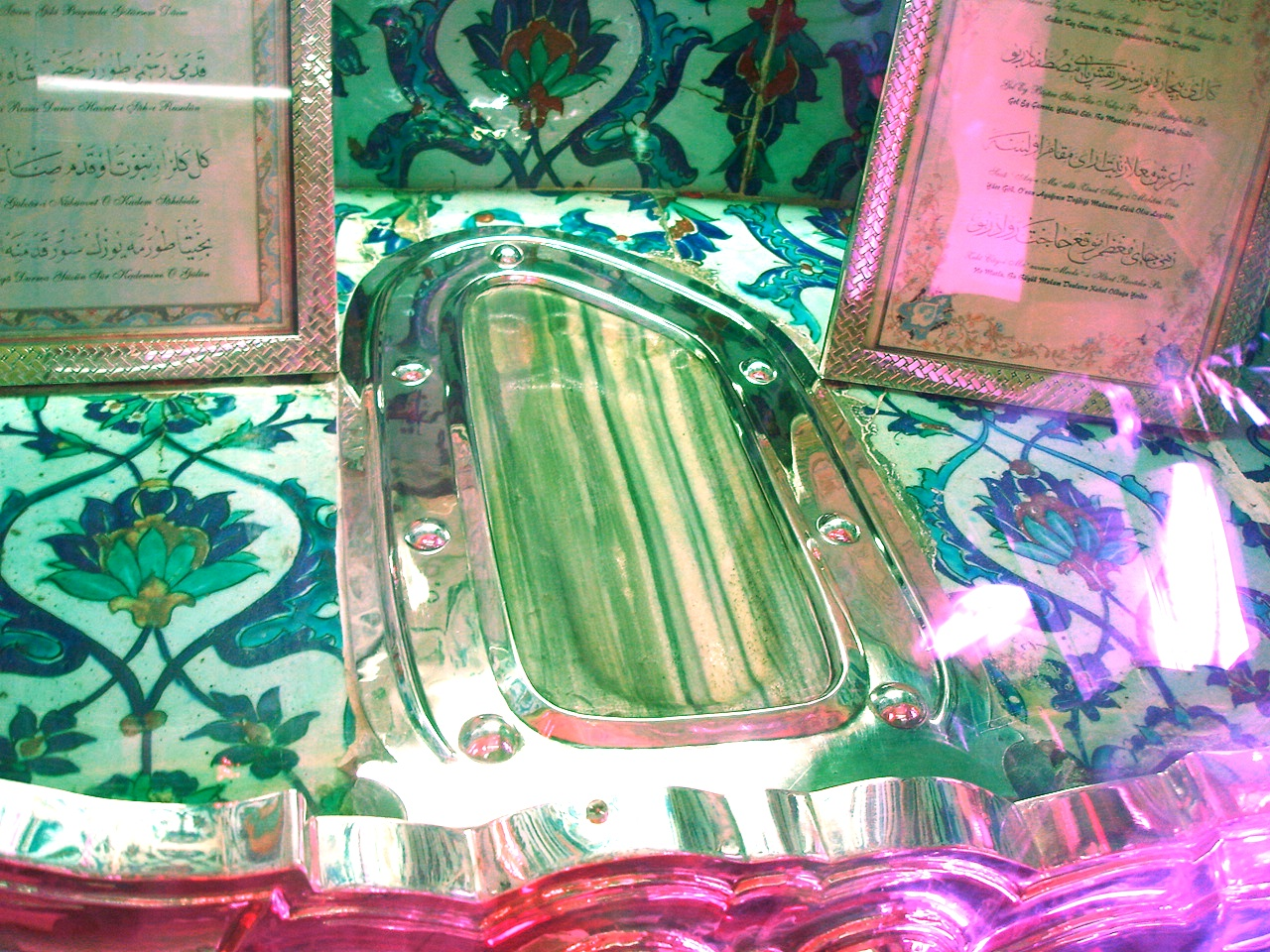
Отпечаток ноги пророка Мухаммеда, впечатанный в камень в результате чуда, по мнению мусульман. Хранится в Тюрбе — мавзолее в Эюпе (Стамбул)

В принципе Коран отвергает чудо в качестве способа подтверждения истинности пророческой миссии. Однако в коранических текстах имеются намёки на чудесные события в жизни Мухаммеда.
Главным чудом Мухаммеда и ислама мусульманские богословы считают Коран. Несмотря на то, что авторство Корана в немусульманских источниках может приписываться самому Мухаммеду, переданные хадисы говорят о том, что его речь не была сходна с коранической. Выдающиеся художественные достоинства Корана признаются всеми знатоками арабской словесности. По мнению Бернхарда Вайса, человечеству за всю его средневековую, новую и новейшую историю не удалось написать ничего подобного Корану.
Фразу из Корана: «Разве мы не раскрыли тебе твою грудь?» (94:1) мусульманские комментаторы позднее трактовали как указание, что однажды ангелы по приказанию Всевышнего вынули у Мухаммеда сердце из груди и очистили его. На основе неясных сообщений из текста Корана появляется предание о ночном путешествии Мухаммеда в Иерусалим и на небеса — Исра, Мирадж.
Разделение Луны на две части: Отрывок из Корана, на который обычно ссылаются: Час (Божьего суда) настал, и раскололся месяц. Но даже если их глазам предстанет ясное знамение (Аллаха), они отворотятся от него и скажут: «Сие лишь временное колдовство» (Сура 54:1-2) Об этом же чуде в хадисах: Анас рассказывал, что люди потребовали от посланника Аллаха (да пребудет он с миром) показать чудо, и он показал им разделённую луну (Ас-Сахих ал-Бухари, том 4, с. 533).
Предание о хлебе, аналогичное истории о том, как Иисус накормил пять тысяч человек пятью хлебами и двумя рыбами:

Однажды в путешествии закончилась пища, и люди дошли до нищеты. Они пошли к посланнику (да пребудет он с миром) и попросили разрешения зарезать своих верблюдов, и он согласился. Умар встретил их по пути, и они рассказали ему об этом, и он сказал: «Как вы собираетесь выжить после того, как забьете верблюдов?» Затем он пошел к посланнику и сказал: «О посланник Аллаха! Как же они выживут после того, как зарежут своих верблюдов?» Посланник Аллаха приказал Умару: «Созови людей, и пусть они принесут всю еду, которая ещё осталась». Были расстелены шкуры, и вся походная пища была сложена на них. Посланник Аллаха поднялся и попросил Аллаха благословить её, затем он направил людей за посудой, и они начали брать из этой кучи до тех пор, пока каждый не взял себе достаточное количество. Затем посланник Аллаха сказал: «Я свидетельствую, что никто не имеет права, чтобы ему поклонялись, кроме Аллаха, а я его посланник».

Получение воды из пальцев:

Анас бин Малик рассказывал: «Я видел посланника Аллаха (да пребудет он с миром), когда подошло время молитвы Аср, и люди искали воду, дабы совершить омовение, но не могли найти её. Позже вода (полный горшок) для омовения была принесена к посланнику Аллаха. Он опустил руки в горшок и сказал людям совершить омовение из него. Я видел воду, выливающуюся из-под его пальцев до тех пор, пока все не совершили омовение (это было одно из чудес пророка)».

Вздыхающий пальмовый ствол. Будучи в Медине, Мухаммед во время молитвы опирался на ствол пальмы «хуннан». Для удобства пальму срубили, а на этом месте соорудили кафедру, минбар. Оставшись в одиночестве, дерево принялось вздыхать, желая прикосновений рук пророка. Узнав о его горе, Мухаммед приказал принести ствол обратно.
В жизнеописаниях и сводах хадисов описываются многие чудеса, например, во время рытья рва вокруг Медины, верные предсказания (см., например, День воскресения в исламе), чудеса с различными физическими объектами и т. д. Выводы некоторых исследователей (например, Гюстава Лебона) о том, что Мухаммед не делал никаких чудес, рассматриваются мусульманами как безосновательные, поскольку они считают, что существование такого Писания, как Коран, не может подвергаться сомнению.

## Семья и потомки

### Жёны
Количество жён Мухаммеда у разных историков разнятся. Масуди в своей книге «Муруджуз-захаб» отмечает, что Мухаммед имел 15 жён. Якуби пишет, что Мухаммед имел 21 или же 23 жены, но вступил в физические отношения только с 13 из них. Кардави указывает лишь на число девять, но без Хадиджи, то есть десять. Монтгомери Уотт указывает, что многие племена претендовали на родственные связи с Мухаммедом, поэтому список жён может быть сильно преувеличен. Он называет имена только одиннадцати жён (с Хадиджей), что ближе к традиционным представлениям (также он приводит имена двух наложниц). Мухаммед женился на них всех до Коранического запрета, где запрещалось иметь больше четырёх жён.
Ниже приведён список из 13 жён Мухаммеда:
1. Хадиджа бинт Хувайлид
2. Сауда бинт Зама
3. Аиша бинт Абу Бакр
4. Хафса бинт Умар
5. Зайнаб бинт Хузайма
6. Умм Салама бинт Абу Умайя
7. Зайнаб бинт Джахш
8. Джувайрия бинт аль-Харис
9. Райхана бинт Зейд
10. Сафия бинт Хуяйй
11. Рамля бинт Абу Суфьян
12. Мария аль-Кибтия
13. Маймуна бинт аль-Харис

Согласно книге Ибн Хишама «Жизнеописание пророка Мухаммада», которая представляет собой наиболее полный и достоверный свод исторических сведений, связанных с жизнью и деятельностью пророка Мухаммеда, и является третьим источником ислама по степени важности (после Корана и хадисов), у пророка Мухаммеда было одиннадцать жён.
Из них курайшиток было шесть: Хадиджа, Аиша, Хафса, Рамля, Умм Салама и Сауда.
Жён из других арабских племён было шесть: Зайнаб бинт Джахш, Зайнаб бинт Хузайма, Маймуна, Джувайрия, Асма бинт ан-Нуамана аль-Кинди и Амра бинт Йазида аль-Килаби. С двумя последними пророк не жил. У Асмы были белые пятна на теле, и он вернул её обратно в её семью. А Амра была неверной и не хотела жить с пророком. Пророк также вернул её в её семью.
Из неарабок его женой была Сафия бинт Хуяй.
Мари́я аль-Кибти́я была наложницей Мухаммеда, которая была подарена ему в 628 году правителем Египта Мукаукисом. Она не упоминается в списке жён Ибн Хишама. Другие историки также считают, что она была всего лишь наложницей.
Согласно мусульманской традиции, когда был ниспослан аят, ограничивающий количество жён четырьмя, пророк был уже женат на девяти женщинах. Чтобы сократить количество жён до четырёх, пророк предложил остальным развод, но ни одна из них не дала согласия на него, так как в случае развода жёны пророка уже не могли выходить замуж ни за кого другого и должны были остаться незамужними до конца своих дней.
При жизни пророка умерло две его жены: Хадиджа и Зайнаб бинт Хузайма. При жизни его горячо любимой жены, верной и настоящей подруги — Хадиджи — Мухаммед не был женат на ком-либо ещё. Все остальные жёны появились лишь после её смерти. Пророк Мухаммед хранил память о Хадидже до самой своей смерти как образ самого дорогого человека на земле, и впоследствии ни новые жёны, ни наложницы не могли восполнить понесённой им утраты. Когда же умер сам пророк, он оставил после себя девять жён.

### Дети
- Касим ибн Мухаммад
- Зайнаб бинт Мухаммад
- Рукайя бинт Мухаммад
- Умм Кульсум бинт Мухаммад
- Абдуллах ибн Мухаммад
- Фатима бинт Мухаммад
- Ибрахим ибн Мухаммад

Все дети Мухаммеда, кроме Ибрахима, были от Хадиджи. Мальчики умерли в раннем детстве. Девочки дожили до начала пророческой миссии Мухаммеда, все приняли ислам и переселились из Мекки в Ясриб. Все скончались до смерти Мухаммеда, кроме Фатимы; она умерла через шесть месяцев после его смерти.

### Потомки Мухаммеда
Потомков Мухаммеда через его дочь Фатиму и внука Хусейна называют сеидами. Потомки внука Хасана — шарифы. Потомки Мухаммеда создали правящую династию в Марокко (Саадиты). Король Иордании Абдалла II из династии Хашимитов является прямым потомком Мухаммеда в 43-м поколении.

## Краткая хронология
- 570 — рождение Мухаммеда в Мекке. Ещё до рождения Мухаммеда умирает его отец и Мухаммеда отдают кормилице Халиме бинт Абу Зуайб. В течение 4 лет Мухаммед живёт в кочевом племени бедуинов Бану Сад.
- 575 — приезд кормилицы Халимы в Мекку и возвращение Мухаммеда матери Амине.
- 583 — путешествие в Сирию вместе с Абу Талибом.
- 585 — участие в «Кощунственной войне», где Мухаммед «отражал стрелы щитом, защищая своих дядей».
- 595 — поездка Мухаммеда с торговым караваном Хадиджи в город Бусру; женитьба на Хадидже.
- 610 — ниспослание первых откровений; начало пророческой миссии Мухаммеда.
- 613 — начало публичной проповеди Мухаммеда
- 615 — переселение в Эфиопию части сподвижников Мухаммеда от преследований (сам остаётся под покровительством дяди Абу Талиба).
- 616 — бойкот клана Бану Хашим против Мухаммеда.
- 619 — смерть Хадиджи и Абу Талиба; попытка переселения в город Ат-Таиф; окончание бойкота клана Бану Хашим против Мухаммеда.
- 620 — тайное соглашение Мухаммеда с группой жителей Медины об особой роли третейского судьи.
- 621 — Исра и Мирадж; первая присяга при Акабе.
- 622 — хиджра, переселение в Медину.

- 623 — начало войны против мекканских многобожников
- 624 — битва при Бадре; женитьба на Аише.
- 625 — женитьба на Хафсе и Зайнаб бинт Хузайма; битва около горы Ухуд.
- 626 — женитьба на Умму Салама; битва у рва.
- 627 — женитьба на Джувейрие бинт Харис и Зайнаб бинт Джахш.
- 628 — женитьба на Сафие бинт Хуай, Умм Хабибе и Маймуне бинт Харис; Байа Ридван и Худайбийский мирный договор; попытка Зайнаб бинт Харис отравить Мухаммеда.
- 629 — мирное паломничество мусульман и Мухаммеда в мекканское святилище при Каабе; нарушение курайшитами соглашения при Худейбии.
- 630 — капитуляция Мекки; прибытие групп Бани Укайл, Бани Калб, Бани Килаб, Бани Туджиб, Бани Гатафан, Бани Ханзала бин Малик, Бани Кудаа, Бали и Бани Бахра в Медину и принятие ими ислама.
- 631 — прибытие групп Бани Азд, Абна, Бани Тай, Бани Амир бин Сасаа, Бани Кинда, Бани Туджиб, Бани Рахавийин, Бани Гафик, Бани Махра, Бани Ханифа, Бани Анс, Бани Мурад, Бани Абд аль-кайс, Бани Хилаль, Бани Руха и Бани Зубайда в Медину и принятие ислама.
- 632 — прощальное паломничество в Мекку; прибытие в Медину одной группы из Бани Мухариба и Бани Наха и принятие ими ислама; 8 июня — смерть и похороны Мухаммеда[69][70].

## Современники

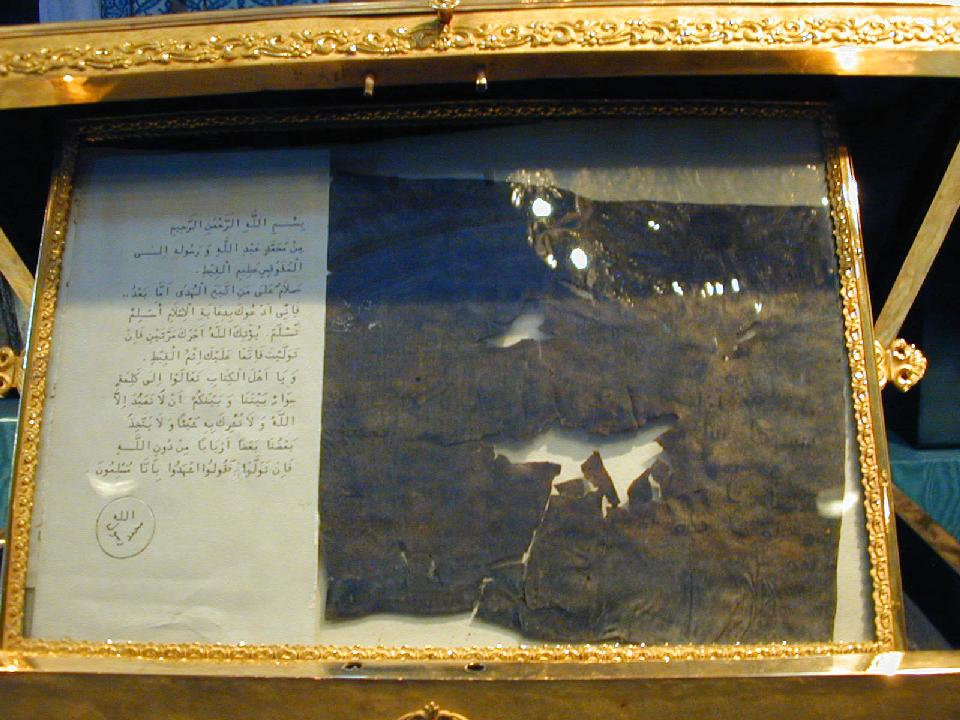
Письмо Мухаммеда к Аль-Мукаукасу, египетскому принцу. Музей Дворца Топкапы, Стамбул.

### Сподвижники
Первыми людьми, принявшими ислам, после Хадиджи, были: Али ибн Абу Талиб, Зайд ибн Харис, Абу Бакр ас-Сиддик, Усман ибн Аффан, Аз-Зубайр ибн Аль-Аввам, Абд ар-Рахман ибн Ауф, Саад ибн Абу Ваккас, Тальха ибн Убайдулла и другие.

### Противники
Среди тех, кто ненавидел Мухаммеда, были его родной дядя Абу Лахаб, жена дяди, Абу Джахль, Укба ибн Абу Муайт и другие. Некоторые из тех, кто враждовал с Мухаммедом, впоследствии приняли ислам, как это сделал Абу Суфьян ибн Харб и другие.

## Арабский и исламский мир после Мухаммеда

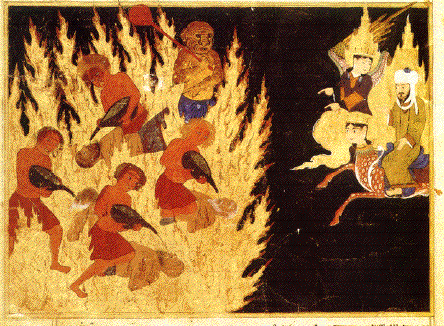
Мухаммед посещает Ад. Персия, XV век

К моменту смерти Мухаммеда в 632 году был завоёван весь Аравийский полуостров, а вскоре после смерти пророка его преемники («заместители», халифы) покорили огромные территории азиатских и африканских владений Византийской империи, а также всю Сасанидскую (Персидскую) империю, распространяя ислам, арабскую культуру и язык. Халифат при Аббасидах был самой крупной империей своего времени, простиравшейся от Атлантического океана до Китая.
Мифологические черты образа Мухаммеда имеют широкое распространение в представлениях народов Ближнего и Среднего Востока, включая рассказы о совершённых им чудесных исцелениях, открытии водных источников, оживлении бесплодных земель и др. Мусульманские мистики сформировали образ пророка как «совершенного человека», который обладал особыми качествами и ближе всех других людей стоял к Аллаху. Культ пророка отразился также в популярном во многих мусульманских странах празднике «рождества пророка».

## Критика
Первыми критиками Мухаммеда были его соплеменники — курайшиты. Эта критика отличалась общим недоверием и консерватизмом. Об этой критике можно судить лишь из Корана и по биографиям Мухаммеда. Критика в адрес Мухаммеда была со стороны византийских историков, однако эта критика отличается искажением облика Мухаммеда. Французские энциклопедисты конца XVIII века пишут следующее: «Мухаммед — известный обманщик, лжепророк и лжеучитель, основатель ереси».
Предметом критики является личная жизнь Мухаммеда. Согласно большинству мусульманских источников, а также подавляющему мнению мусульманских учёных, возраст одной из жён 53-летнего Мухаммеда, Аиши, составлял 9 лет. Энциклопедия ислама указывает следующее:
Аиша пошла жить в комнату в доме Мухаммеда, позже в мечеть Медины. Ей не могло быть больше 10 лет на тот момент, и она взяла её игрушки в свой новый дом. Мухаммед иногда присоединялся к её играм с ними. Она, вероятно, обладала большой красотой и как ребёнок, и как девушка и осталась любимой Мухаммеда даже после того, как он женился на нескольких других красивых женщинах.

Исламский богослов Абу Иса ат-Тирмизи (824—892) утверждал, что сама же Аиша сказала: «Если девочка достигла девяти лет, то она уже женщина».
Осенью 1930 года на дискуссии в Институте философии при Коммунистической академии советские мифологисты попытались опровергнуть историчность Мухаммеда, но успеха не имели.

## В искусстве

### В художественной литературе
- Вольтер. Магомет
- Гусейн Джавид. Пророк
- Салман Рушди. Сатанинские стихи (в романе Мухаммед изображён под именем купца Махунда)

### В кинематографе
- «Послание» (фильм, 1976).
- «Мухаммед: последний пророк» (мультфильм, 2002).
- «Луна рода Хашим» (сериал, 2008).
- «Умар» (сериал, 2012).
- «Мухаммед — посланник Всевышнего» (фильм, 2015).

## Галерея

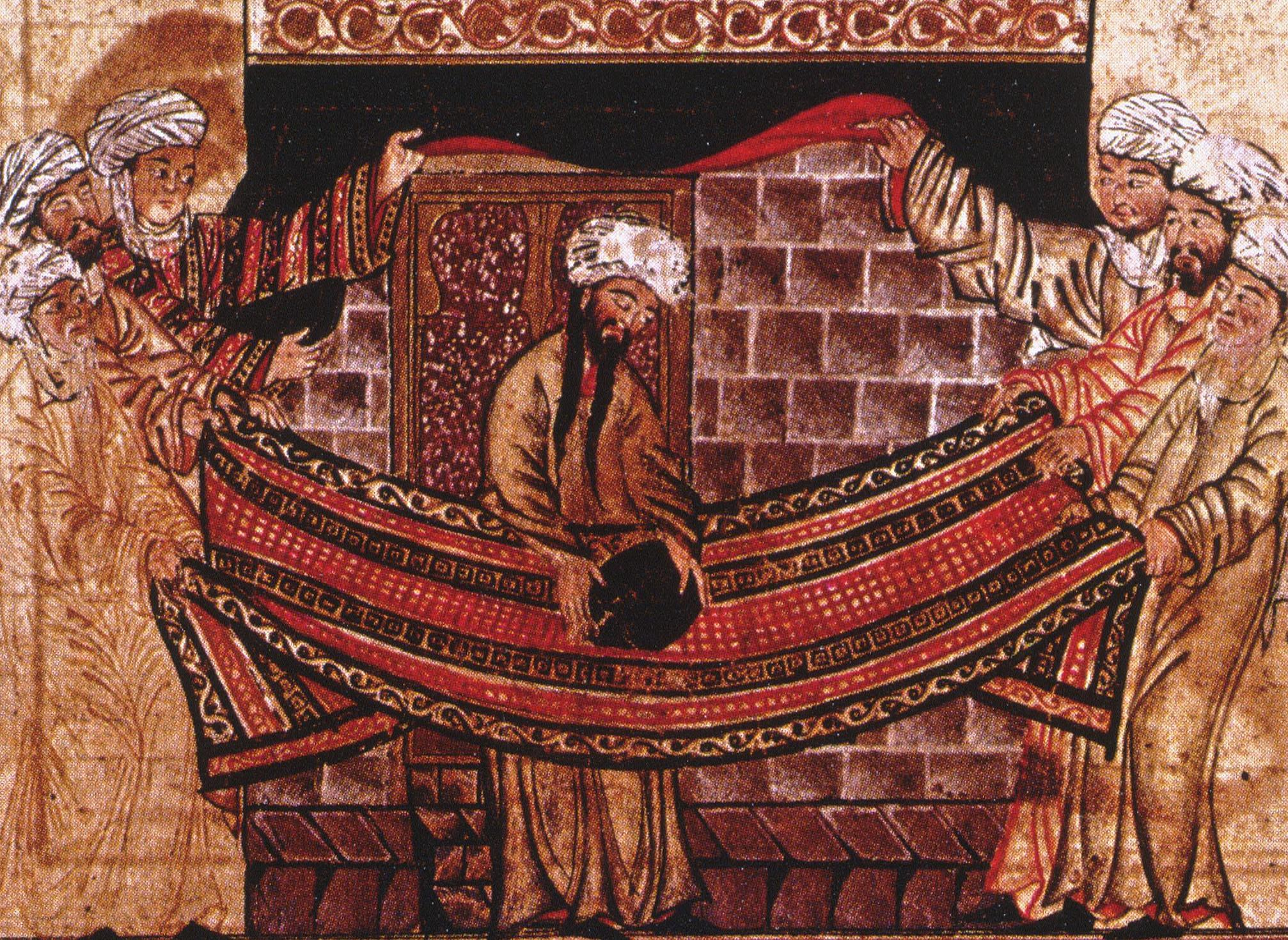
Мухаммед повторно устанавливает Чёрный камень в 605 году (Миниатюра из «Джами ат-таварих» Рашида ад-Дина, ок. 1315, период Ильханидов)
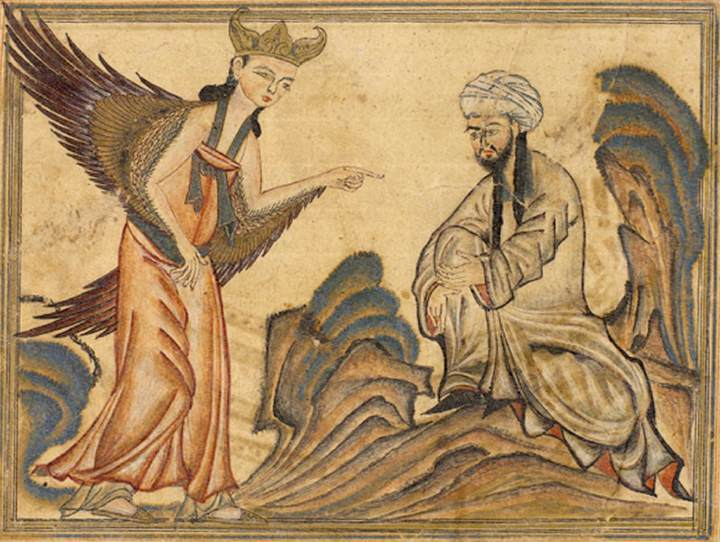
Изображение Мухаммеда, получающего первое откровение от ангела Джибриля (Из манускрипта «Джами ат-таварих» Рашида ад-Дина, 1307, период Ильханидов)
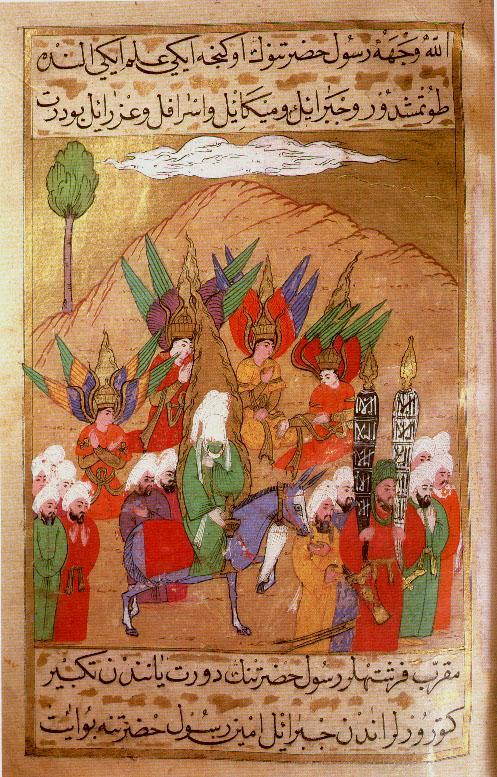
Наступление Пророка и его спутников на Мекку, в сопровождении ангелов Гавриила, Михаила, Исрафила и Азраила (Из рукописи «Сийер-и Неби», Османская империя, XVI век)
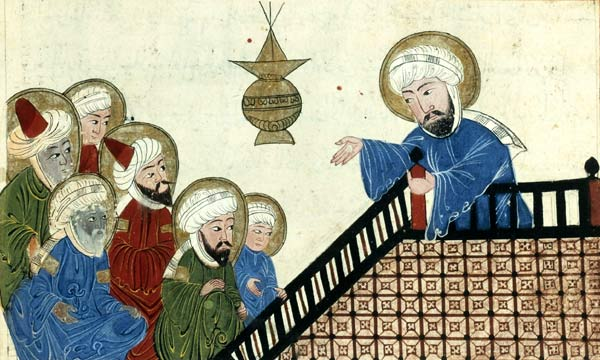
Анонимная иллюстрация «Памятников минувших поколений» Аль-Бируни, изображающая Мухаммеда во время Прощального паломничества. (Османская копия XVII века (ильханидской) рукописи XIV века (Эдинбургский кодекс))
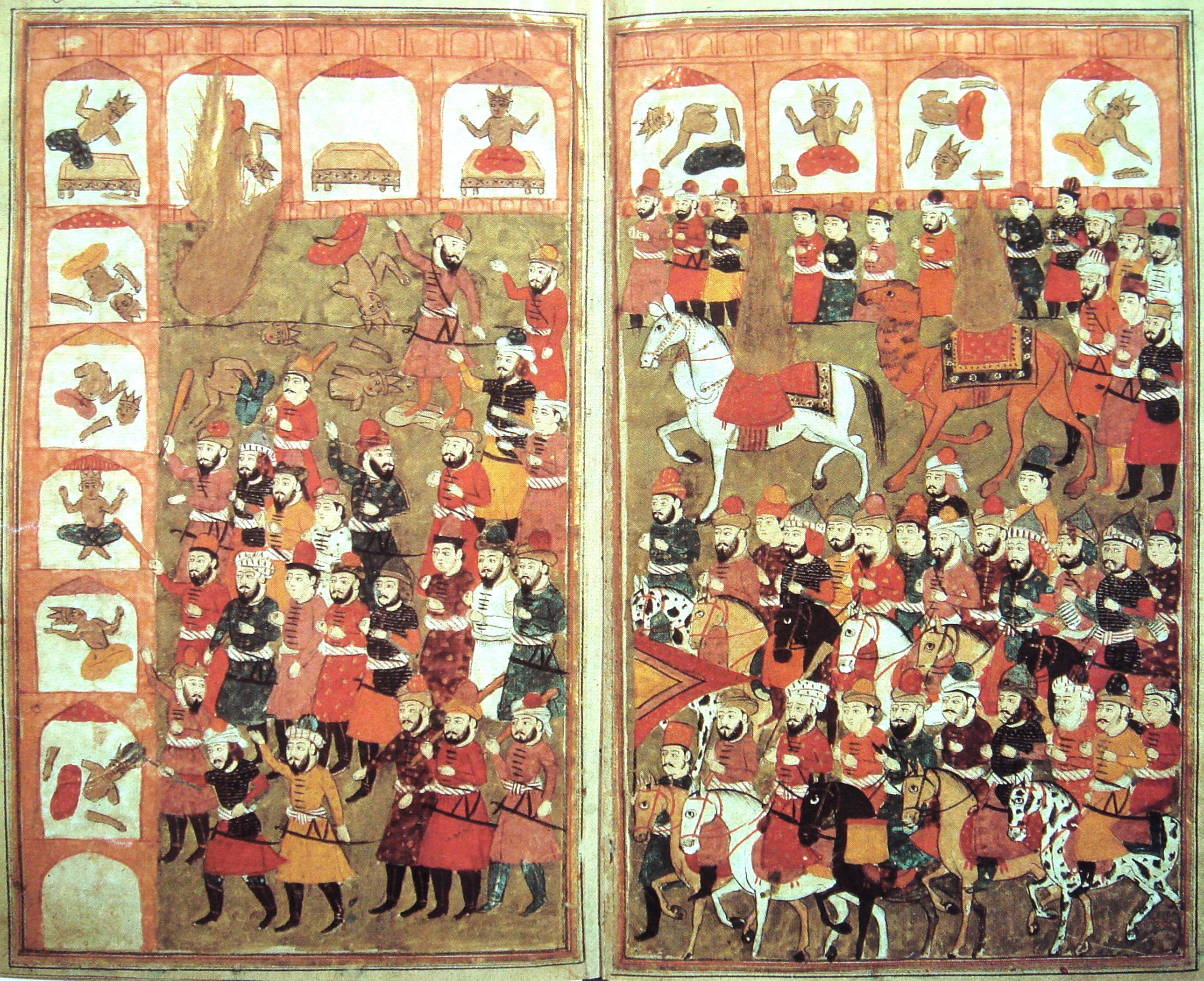
Вступление Мухаммеда в Мекку и уничтожение идолов. Мухаммед изображён в виде пламени (Найдено в «Хамла-и Хайдари», Кашмир, 1808)
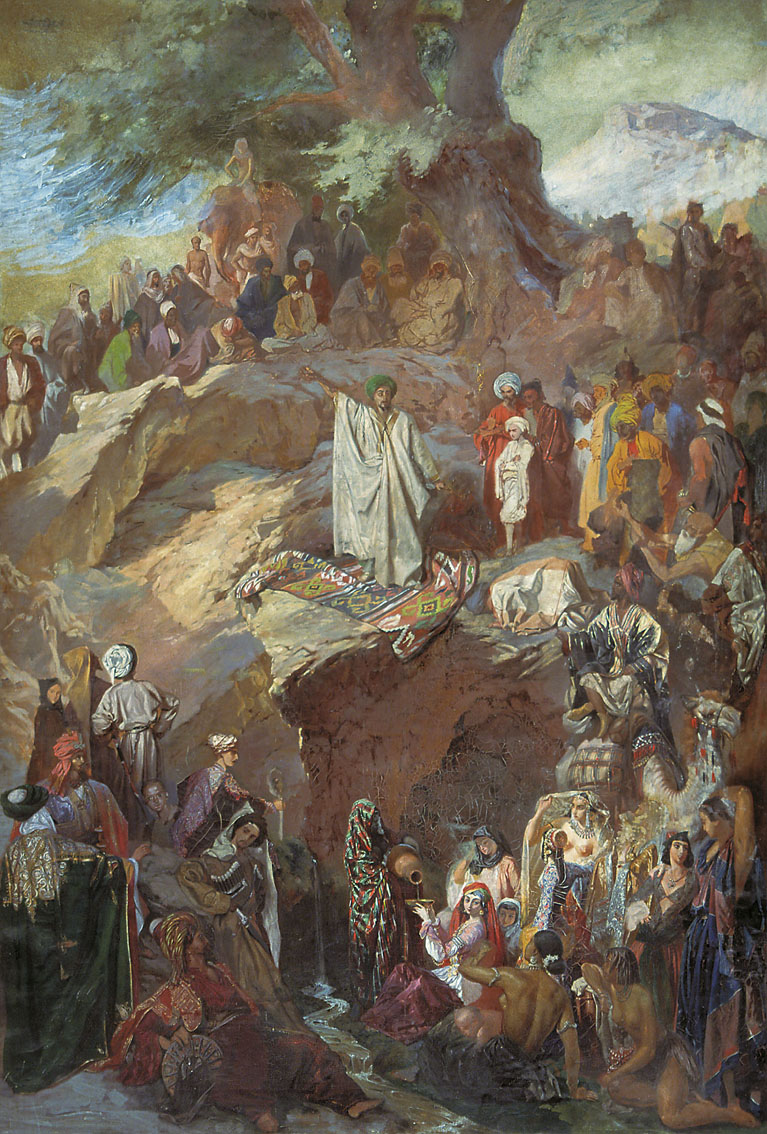
«Проповедь Магомета» (Г. Г. Гагарин, 1840—1850, Государственный Русский музей)